# زک گرت
زَک گَرِت (انگلیسی: Zach Garrett؛ زادهٔ ۸ آوریل ۱۹۹۵) یک کماندار اهل ایالات متحده آمریکا است. او در رویدادِ کمان‌اندازیِ انفرادی و تیمی در مسابقاتِ قهرمانیِ تیراندازی با کمان ۲۰۱۵ در کپنهاگ، دانمارک به رقابت پرداخته بود. در بازی‌های المپیک تابستانی ۲۰۱۶ در ریو نیز برندهٔ مدالِ نقرهٔ این دوره از بازی‌ها گردید.